# Evgeny Korolev
Pour les articles homonymes, voir Korolev.
Ne doit pas être confondu avec Evgeni Koroliov.
Ievgueni Ievguenievitch Korolev (en russe : Евгений Евгеньевич Королёв), né le 14 février 1988 à Moscou, est un joueur de tennis russe naturalisé kazakh en 2010.
C'est un cousin d'Anna Kournikova.

## Carrière
Il commence sa carrière professionnelle en 2005, année durant laquelle il remporte son premier tournoi Challenger à Aix-la-Chapelle (avec un statut de Lucky loser). Titré à 17 ans et huit mois, il devient un des plus jeunes joueurs à remporter un tournoi de cette catégorie. Il remportera ce même tournoi à deux autres reprises en 2007 et 2008.
Il dispute son premier International Series en 2006 à Marseille, où il se révèle en atteignant les quarts de finale grâce à une victoire sur Nikolay Davydenko, 6e mondial. Après un huitième de finale à Barcelone, il dispute ensuite son premier Grand Chelem à Roland-Garros où il bat Andreas Seppi. Sa fin de saison est marquée par un quart de finale à Båstad et une victoire en Challenger à Düsseldorf, ce qui lui permet d'intégrer le top 100.
En 2007, il confirme sur le circuit ATP en atteignant les quarts de finale à Sydney, puis les demies à Las Vegas, où il bat le no 6 mondial James Blake, et le 3e tour à Indian Wells. Il atteint trois autres quarts de finale à Valence, Amersfoort et Metz. Sa saison 2008 ressemble beaucoup à la précédente puisqu'il la débute par un nouveau quart à Sydney, puis un autre à Las Vegas où il remporte son match contre Fernando González à sa 11e balle de match. Au mois d'avril, il accède aux demi-finales du tournoi de Valence. Il bat également à deux reprises Robin Söderling à Rome et à New York.
En février 2009, issu des qualifications, il crée la surprise en atteignant la finale du tournoi de Delray Beach après avoir éliminé entre autres son compatriote Igor Kunitsyn, tête de série no 4 au premier tour, l'Espagnol Guillermo García-López en quart de finale et le Belge Christophe Rochus en demi-finale. Il chute logiquement en finale contre l'Américain Mardy Fish, tête de série no 1 (7-5, 6-3). Début avril, il commence sa tournée sur terre battue par une demi-finale à Houston. Il retrouve le succès en fin de saison en décrochant notamment le titre le plus important de sa carrière à Szczecin, puis en enchaînant quatre quarts de finale sur le circuit ATP dont Bâle début novembre où il est battu par Roger Federer.
Début 2010, il réalise sa meilleure performance dans un tournoi du Grand Chelem à l'Open d'Australie en disposant de Tomáš Berdych au deuxième tour, ce qui lui permet d'atteindre le top 50. Par la suite, il s'incline à 10 reprises au premier tour d'un tournoi ATP sur 16 participations. Il se rattrape avec un quart de finale à New Haven. Il se blesse cependant au coude lors du premier tour de l'US Open et interrompt sa saison. De retour sur le circuit Challenger, il gravite autour de la 250e place pendant trois ans et ne parvient pas à retrouver son meilleur niveau. Il annonce sa retraite fin 2014. Il fait depuis quelques apparitions dans des tournois ITF aux Etats-Unis.
Il a fait partie de l'équipe du Kazakhstan de Coupe Davis entre 2011 et 2014. Il y a joué 9 matchs et en a remporté un seul, contre Jürgen Melzer en 2013.

## Palmarès

### Finale en simple messieurs
| No | Date       | Nom et lieu du tournoi                           | Catégorie | Dotation  | Surface    | Vainqueur  | Score    |          |
| -- | ---------- | ------------------------------------------------ | --------- | --------- | ---------- | ---------- | -------- | -------- |
| 1  | 23-02-2009 | International Tennis Championships, Delray Beach | ATP 250   | 442 500 $ | Dur (ext.) | Mardy Fish | 7-5, 6-3 | Parcours |

## Parcours dans les tournois duGrand Chelem

### En simple
| Année | Open d'Australie | Open d'Australie | Internationaux de France | Internationaux de France | Wimbledon       | Wimbledon    | US Open         | US Open      |
| ----- | ---------------- | ---------------- | ------------------------ | ------------------------ | --------------- | ------------ | --------------- | ------------ |
| 2006  | —                | —                | 2e tour (1/32)           | G. Gaudio                | —               | —            | —               | —            |
| 2007  | 1er tour (1/64)  | F. González      | —                        | —                        | 1er tour (1/64) | N. Davydenko | 1er tour (1/64) | S. Wawrinka  |
| 2008  | 2e tour (1/32)   | P. Kohlschreiber | 1er tour (1/64)          | F. Santoro               | 1er tour (1/64) | T. Berdych   | 2e tour (1/32)  | G. Monfils   |
| 2009  | 2e tour (1/32)   | R. Federer       | 1er tour (1/64)          | D. Gimeno-Traver         | 1er tour (1/64) | I. Andreev   | 1er tour (1/64) | A. Beck      |
| 2010  | 3e tour (1/16)   | F. González      | 1er tour (1/64)          | N. Djokovic              | 2e tour (1/32)  | L. Hewitt    | 1er tour (1/64) | K. Nishikori |

N.B. : à droite du résultat se trouve le nom de l'ultime adversaire.

### En double
| Année | Open d'Australie           | Open d'Australie     | Internationaux de France   | Internationaux de France | Wimbledon                 | Wimbledon           | US Open | US Open |
| ----- | -------------------------- | -------------------- | -------------------------- | ------------------------ | ------------------------- | ------------------- | ------- | ------- |
| 2007  | 1er tour (1/32) M. Youzhny | C. Ball A. Feeney    | —                          | —                        | —                         | —                   | —       | —       |
| 2008  | —                          | —                    | —                          | —                        | —                         | —                   | —       | —       |
| 2009  | —                          | —                    | 1er tour (1/32) I. Andreev | J. Brunström J.-J. Rojer | 2e tour (1/16) I. Andreev | W. Moodie D. Norman | —       | —       |
| 2010  | 2e tour (1/16) I. Andreev  | L. Mayer H. Zeballos | 1er tour (1/32) J. Delgado | T. Ascione L. Recouderc  | —                         | —                   | —       | —       |

N.B. : le nom du ou de la partenaire se trouve sous le résultat ; le nom des ultimes adversaires se trouve à droite.

## Parcours dans lesMasters 1000
| Année | Indian Wells         | Miami                  | Monte-Carlo          | Rome                | Hambourg puis Madrid | Canada | Cincinnati | Madrid puis Shanghai | Paris |
| ----- | -------------------- | ---------------------- | -------------------- | ------------------- | -------------------- | ------ | ---------- | -------------------- | ----- |
| 2006  | —                    | —                      | 1er tour R. Štěpánek | —                   | —                    | —      | —          | —                    | —     |
| 2007  | 3e tour N. Djokovic  | 2e tour J. Nieminen    | —                    | —                   | —                    | —      | —          | —                    | —     |
| 2008  | 1er tour N. Mahut    | 1er tour D. Toursounov | —                    | 2e tour F. González | —                    | —      | —          | —                    | —     |
| 2009  | —                    | —                      | —                    | —                   | —                    | —      | —          | —                    | —     |
| 2010  | 2e tour R. Söderling | 1er tour D. Sela       | 1er tour M. Berrer   | 1er tour D. Ferrer  | 1er tour I. Karlović | —      | —          | —                    | —     |

N.B. : sous le résultat se trouve le nom de l’ultime adversaire.